# Inseguridad emocional
La inseguridad emocional es una sensación de nerviosismo o temeridad asociado a multitud de contextos, que puede ser desencadenada por la percepción de que uno mismo es vulnerable, o una sensación de vulnerabilidad e inestabilidad que amenaza la propia autoimagen o el yo.
Esto no debe confundirse con la humildad, que implica reconocer los propios defectos, manteniendo una buena dosis de confianza en sí mismo. La inseguridad conlleva una autodevaluación subjetiva y arbitraria de la propia capacidad de la persona.

## Descripción
La inseguridad puede promover estados de timidez, paranoia y aislamiento social, o alternativamente, puede alentar conductas compensatorias, como la arrogancia, el narcisismo, o la agresividad.
El hecho de que la mayoría de los seres humanos son vulnerables emocionalmente, implica que la inseguridad emocional podría ser tan sólo una diferencia en la conciencia de la misma.
La inseguridad tiene muchos efectos en la vida de una persona. Hay varios niveles de la misma. Casi siempre causa cierto grado de aislamiento; cuanto mayor es la inseguridad, mayor es el grado de aislamiento. La inseguridad suele tener sus raíces en los primeros años de la infancia de una persona. Como la inseguridad puede ser muy molesta y limitante y la psique se encuentra amenazada, a menudo se acompaña de mecanismos de defensa que se manifiestan en distintos estilos de personalidad.
La inseguridad puede ser superada. Se necesita tiempo, paciencia y una comprensión gradual de que el valor propio es puramente una cuestión de perspectiva (o la opinión subjetiva de uno mismo), por lo que si bien puede ser cierto que la inseguridad puede seguir a la preocupación por la realidad objetiva, esto no es de ninguna manera una necesidad, sino más bien una tendencia.
En alguna etapa de la vida, la mayoría de los seres humanos hemos vivido esa inseguridad emocional. Hay varias formas o pasos para afrontar la seguridad emocional, ejercicios de meditación, valorarte a ti mismo, cambiar los pensamientos negativos por positivos, leer libros de autoayuda, hablar y platicar con nuestros amigos o familiares para socializar un poco más y salir del aislamiento e inclusive buscar ayuda en un Psicólogo, y si es muy severo, un Psiquiatra.
La primera de las etapas del desarrollo psicosocial que expone Erik Erikson, consiste en el desafío de encontrar la seguridad y aprender a confiar en uno mismo y el entorno. Con la inseguridad puedes llegar a la desconfianza, las personas inseguras de sí mismos pueden que sean celosos o tengan problemas psicológicos tanto en la casa como en la escuela o en el trabajo.